# Kateřina Pauláthová
Kateřina Pauláthová (Havířov, 23 luglio 1993) è un'ex sciatrice alpina ceca.

## Biografia
Attiva in gare FIS dal dicembre del 2008, la Pauláthová ha esordito in Coppa Europa il 12 marzo 2010 a Kranjska Gora in slalom gigante (51ª), in Coppa del Mondo il 23 ottobre 2010 a Sölden nella medesima specialità, senza completare la prova, e ai Campionati mondiali a Garmisch-Partenkirchen 2011, dove si è classificata 37ª nello slalom gigante. Ai successivi Mondiali di Schladming 2013 non ha concluso né lo slalom gigante né lo slalom speciale, mentre l'anno dopo ai XXII Giochi olimpici invernali di Soči 2014, suo esordio olimpico, si è piazzata 25ª nel supergigante e non ha terminato lo slalom gigante e lo slalom speciale.
Anche ai Mondiali di Vail/Beaver Creek 2015 non ha completato slalom gigante e slalom speciale, mentre a quelli di Sankt Moritz 2017 si è classificata 35ª nella discesa libera, 36ª nel supergigante, 29ª nello slalom gigante e non ha terminato lo slalom speciale e la combinata; il 26 febbraio dello stesso anno ha ottenuto il miglior piazzamento in Coppa del Mondo, a Crans-Montana in combinata (20ª). Ai XXIII Giochi olimpici invernali di Pyeongchang 2018, sua ultima presenza olimpica, si è piazzata 26ª nella discesa libera, 33ª nel supergigante, 17ª nella combinata, 9ª nella gara a squadre e non ha completato lo slalom gigante.
L'anno dopo ai Mondiali di Åre 2019, suo congedo iridato, è stata 24ª nel supergigante, 24ª nella combinata e non ha concluso lo slalom gigante; l'8 marzo dello stesso anno ha preso per l'ultima volta il via in Coppa del Mondo, a Špindlerův Mlýn in slalom gigante senza terminare la prova. Si è ritirata al termine della stagione 2021-2022 e l'ultima gara della sua carriera è stata lo slalom gigante dei Campionati cechi 2022, disputato il 26 marzo a Špindlerův Mlýn e concluso da Pauláthová al 44º posto.

## Palmarès

### Coppa del Mondo
- Miglior piazzamento in classifica generale: 107ª nel 2017

### Coppa Europa
- Miglior piazzamento in classifica generale: 81ª nel 2015

### Nor-Am Cup
- Miglior piazzamento in classifica generale: 12ª nel 2019
- 4 podi:
  - 1 secondo posto
  - 3 terzi posti

### Far East Cup
- Miglior piazzamento in classifica generale: 9ª nel 2015
- Vincitrice della classifica di supergigante nel 2015
- 9 podi:
  - 1 vittoria
  - 4 secondi posti
  - 4 terzi posti

#### Far East Cup - vittorie
| Data            | Località  | Paese         | Specialità |
| --------------- | --------- | ------------- | ---------- |
| 21 gennaio 2015 | Yongpyong | Corea del Sud | SG         |

Legenda:

SG = supergigante

### Campionati cechi
- 13 medaglie:
  - 10 ori (slalom gigante, supercombinata nel 2010; slalom gigante nel 2011; slalom gigante nel 2012; slalom gigante, slalom speciale, supercombinata nel 2013; slalom speciale nel 2016; slalom gigante nel 2017; discesa libera nel 2018)
  - 2 argenti (supercombinata nel 2012; supergigante nel 2013)
  - 1 bronzo (supergigante nel 2012)